# 必死剣 鳥刺し
『必死剣 鳥刺し』（ひっしけん とりさし）は、2010年の日本映画。

## 概要
藤沢周平の短編時代小説シリーズ『隠し剣』の一編「必死剣 鳥刺し」を原作とした時代劇であり、同シリーズの映画化としては『隠し剣 鬼の爪』、『武士の一分』に続いて3作目である。キャッチコピーは「死ぬことさえ、許されない。ならば、運命を斬り開くまで。」。
第34回モントリオール世界映画祭のワールド・コンペティション部門に正式出品された。
日本国内では256スクリーンで公開され、2010年6月10,11日初日2日間で興収7,836万8,400円、動員は7万783人になり映画観客動員ランキング（興行通信社調べ）で初登場第6位となった。また、ぴあ初日満足度ランキング（ぴあ映画生活調べ）でも第2位と好評価されている。
2010年度キネマ旬報ベストテンでは第７位であった。

## ストーリー
舞台は日本の江戸時代、東北の小藩・海坂藩。藩主・右京太夫は側室・連子に入れあげ、彼女にそそのかされるまま奢侈を重ねていた。これを見かね諫言した重臣は切腹に追い込まれ、百姓一揆が勃発するなどして藩内は乱れるなか、妻に死に別れて間もない藩士・兼見三左エ門は殿や他の藩士たちが見守る中で連子を刺殺する。藩主の悪政を改めることを意図した、自らの死を覚悟の上の確信犯としての行いだった。
斬首やお家取り潰しを覚悟する兼見だったが、中老・津田から下された沙汰は「1年の閉門並びに降格」というあまりに軽いものだった。戸惑う兼見だったが、津田が藩主に嘆願したため軽く済まされたと聞かされた彼は、温情に背かず刑期を過ごすのだった。
姪の里尾のみを世話係として傍におき、禄なき暮らしを続ける兼見。一方、藩主は連子を失った後も身勝手極まる政策を続け、農村は疲弊にあえいでいた。藩主別家で従弟の隼人正は、次第に藩主への不信の念を深めていく。彼が謀反をたくらんでいるとの噂を聞きつけた津田は、秘剣を会得するという兼見を呼び、お傍に仕えて殿を守れと密命を託す。しかし、この密命には重大な裏があった。
ある雨の日、隼人正は藩主・右京太夫に謀反を起こし屋敷に現れ、邪魔をする人間を切り伏せてでも右京太夫に物申すという彼の前に兼見が立ちふさがる。屋敷内で斬り合いに発展し、辛くも隼人正を斬り倒す兼見だったが直後に現れた津田とその配下の武士たちに取り囲まれる。
全ては津田の策略であった。右京太夫は兼見を許してはおらず亡き者にせんと欲していたが、津田は腕の立つ兼見を隼人正が謀反を起こした時のために残すことで剣術の達人である2人を斬り合わせて片方を排除し、消耗した生き残った一人を謀反人として始末することで邪魔者を一掃することを提案していたのであった。
隼人正を斬り捨てて乱心者とされた兼見は元々仲間である相手の武士たちに殺傷を躊躇した結果早々に重傷を負い、追い詰められていく。やむなく武士たちの何人かを切り捨てる兼見だが、その激しい斬りあいの中で津田の策略と右京太夫を操る真の黒幕が津田であることを察した兼見は彼の抹殺を決意し、満身創痍で迫る。
一人の武士が兼見に刀を突きたて、その一撃で彼はついに力尽きたと思われたが、床に突っ伏している兼見に近づいた津田に兼見は秘剣を使用し、彼を打ち取る。直後に殺到した武士たちに兼見はついに倒れるのであった。

## 出演
- 兼見三左エ門（豊川悦司） - 本作の主人公。物頭、後に近習頭取。剣術の達人。
- 里尾（池脇千鶴） - 睦江の姪。三左エ門に献身的につくす。
- 帯屋隼人正（吉川晃司） - 通称「御別家」。右京太夫の従弟。直心(影)流の名手。
- 睦江（戸田菜穂） - 三左エ門の妻。故人。
- 右京太夫（村上淳） - 海坂藩藩主。連子を寵愛し、藩の財政を逼迫させる。
- 連子（関めぐみ） - 右京太夫の側室。藩政に口をはさみ混乱に至る。
- 多恵（山田キヌヲ） - 連子の侍女。
- 矢部孫千代（矢島健一） - 家老。
- 大場兵部（油井昌由樹） - 大目付。
- 福井（つまみ枝豆） - 物頭時代の三左エ門の同僚。
- 光岡（俊藤光利） - 物頭時代の三左エ門の同僚。
- 山内（村杉蝉之介） - 物頭時代の三左エ門の同僚。
- 安西直弥（瀧川鯉昇） - 勘定方。故人。連子の讒言により切腹させられた。
- 茂吉（石山雄大） - 赤石郡の百姓の代表格。
- 権蔵（田中聡元） - 赤石郡の百姓。
- 常吉（生津徹） - 赤石郡の百姓。
- 喜助（前田健） - 赤石郡の百姓。
- 兼見清蔵（外波山文明） - 三左エ門の本家筋。
- 兼見伝一郎（高橋和也） - 兼見清蔵の息子。
- 牧藤兵衛（福田転球） - 普請組。
- はな（木野花） - 三左エ門の家に奉公する老女。
- 保科十内（小日向文世） - 物頭。三左エ門の友人。
- 津田民部（岸部一徳） - 中老。三左エ門の助命を主張する。
- その他 - 十貫寺梅軒、濱田龍臣、広岡由里子、亀谷さやか、影山英俊、春風亭傳枝

## スタッフ
- 監督 - 平山秀幸
- 製作者 - 伊藤秀裕 中曽根千治 平城隆司 尾越浩文 川村龍夫 外村衆司
- プロデューサー - 江川信也
- 原作 - 藤沢周平
- 企画協力 - 文藝春秋
- 脚本 - 伊藤秀裕 江良至
- 音楽 - EDISON
- 撮影 - 石井浩一
- 美術 - 中澤克巳
- 照明 - 椎原教貴
- 録音 - 田中靖志
- 編集 - 洲崎千恵子
- 殺陣/所作指導 - 久世浩
- 現像 - 東映ラボ・テック
- スタジオ - 日活撮影所 庄内映画村
- ロケ協力 - 山形県 鶴岡市 出羽三山神社 宮城県 登米市　ほか
- 製作 - 「必死剣鳥刺し」製作委員会（エクセレントフィルムズ、東映、テレビ朝日、ポニーキャニオン、ケイダッシュ、産経新聞社）
- 製作プロダクション - エクセレントフィルムズ
- 配給 - 東映

## 主題歌
『風に向かう花』alan

## 製作
終盤の殺陣のシーンでは緊張感を演出するために、CGではなく血糊を使って撮影する「アナログ手法」が行われた。